# منتخب موزمبيق لكرة القدم للسيدات
منتخب موزمبيق الوطني لكرة القدم للسيدات هو ممثل موزمبيق الرسمي في المنافسات الدولية في كرة القدم للسيدات، يديريه اتحاد موزمبيق لكرة القدم.